# Chibchanomys orcesi
El ratón de agua de Cajas (Chibchanomys orcesi) es un roedor semiacuático de la familia Cricetidae, que se encuentra únicamente en Ecuador, en el parque nacional Cajas, provincia de Azuay, entre los 3.100 y 3.700 m s. n. m.
El cuerpo mide entre 10,8 y 12,2 cm de longitud y la cola entre 10,2 y 10,7 cm. Pesa entre 41 y 54 g.
Se alimenta de insectos y otros invertebrados acuáticos y a veces de pequeños peces. Sus hábitos son principalmente nocturnos.